# Ноел Ґаллагер
Ноел Томас Девід Ґаллагер (англ. Noel Thomas David Gallagher; нар. 29 травня 1967, Манчестер, Англія) — британський музикант, співак, колишній лідер, бек-вокаліст та автор більшості пісень англійського рок-гурту Oasis. Наразі є фронтменом власного проєкту під назвою Noel Gallagher's High Flying Birds.
Ноел почав грати на гітарі, коли йому виповнилося 13 років. Спочатку спробувавши себе в сфері будівництва, в 1988 році він приєднався до місцевої групи Inspiral Carpets в якості техніка. Під час турне з Inspiral Carpets він дізнався, що його брат Ліам Ґаллагер заснував власну групу під назвою The Rain, яку потім перейменував в Oasis. Коли Ноел повернувся в Англію, Ліам запросив його приєднатися до Oasis як автор пісень і гітариста.
Дебютний альбом групи, Definitely Maybe, ознаменував початок руху групи на вершину слави в жанрі брит-поп. А їхній другий альбом,  (What's the Story) Morning Glory? , став найбільш комерційно успішним за всю історію Oasis. Однак скоро брит-поп досяг вершини своєї популярності, і наступні чотири альбоми групи не змогли досягти такого ж успіху. Сумарний тираж проданих альбомів Oasis перевищує позначку 60 млн примірників. Група 15 разів отримувала премію NME Awards, 5 — Brit Awards, 9 — Q Awards, 4 — MTV Europe Music Awards, 2 — Ivor Novello і тричі номінувалася на Греммі. Видавництво Guinness включило Oasis в книгу рекордів за найтриваліше перебування в першій десятці британського хіт-параду і за найтриваліше перебування в британському хіт-параді за один календарний рік: 22 сингли групи потрапляли в першу десятку чарту Великої Британії, а 8 з них добиралися до першого рядка.

## Ранні роки
Ноел Ґаллагер народився в Манчестері, в ірландській родині Пеґґі і Томаса Ґаллагерів. Він був другою дитиною в сім'ї. Незабаром після народження молодшого сина Ліама в 1972 році, сім'я Ґаллагерів переїхала в сусіднє місто. Дитинство Ноела було важким. Його і його братів часто бив батько-алкоголік. Можливо, через це у Ноела і його старшого брата Пола розвинулося заїкання. Полу, як старшій дитині в сім'ї, відвели власну кімнату. Ноелу свою кімнату доводилося ділити з Ліамом.
Пеґґі Ґаллагер отримала дозвіл на розлучення в 1976 році. Шість років потому вона остаточно покинула чоловіка, забравши трьох дітей з собою. Будучи підлітками, брати Ґаллагери, особливо Ноел, часто мали проблеми з поліцією. Коли їх мати влаштувалася на роботу в школу в якості наглядача, Ноел відвідував її під час ланчу, перш ніж прогуляти залишок дня. У 15 років його виключили зі школи за те, що він кинув у вчителя мішком з борошном. У 1980-ті, після виключення зі школи, Ноел став проводити час з угрупуваннями футбольних хуліганів, такими як Maine Line Crew, Under-5s і Young Guvnors. Коли Ноелу було тринадцять років, він отримав шестимісячний випробувальний термін за пограбування магазину. Під час цього випробувального терміну Ґаллагер вперше взяв у руки гітару, яка дісталася йому від батька, намагаючись зіграти пісні, почуті по радіо. На це його частково надихнув дебют групи The Smiths на шоу Top of the Pops. На цьому шоу The Smiths виконали пісню This Charming Man. Пізніше Ноел сказав про цей випадок: «У той момент … я хотів стати Джонні Марром (гітарист The Smiths)».
Підлітками брати Ґаллагери підтримували контакти з батьком, виконуючи роботи на будівництві. Однак їхні стосунки з батьком продовжували залишатися напруженими. Одного разу Ноел сказав: «Ми як і раніше будемо працювати до дев'яти годин щоночі, тому що ми постійно сваримося (з батьком)». Покинувши будівельну компанію, в якій працював його батько, Ґаллагер влаштувався на роботу в іншу будівельну компанію, що була субпідрядником фірми Брітіш Газ. Працюючи в цій компанії, він пошкодив праву ногу. Під час відновлювального періоду Ноелу запропонували роботу, яка вимагала менших фізичних зусиль — на складі компанії. Намагаючись зайняти себе чимось у вільний час написав три пісні, що пізніше увійшли в альбом Definitely Maybe (зокрема Live Forever та Columbia). Більшу частину кінця 80-х Ноел був безробітним, вживав наркотики і писав пісні.
У травні 1988 року Ноел зустрів гітариста Inspiral Carpets, Ґрема Ламберта, під час шоу The Stone Roses. Вони зав'язали дружбу, і Ноел став часто приходити на виступи Inspiral Carpets. Коли він дізнався, що їх вокаліст покинув групу, то взяв участь в прослуховуванні на роль нового вокаліста. Його кандидатуру відкинули, але тим не менше Ноел став частиною команди Inspiral Carpets на два роки.

## Приєднання до Oasis
У 1991 році, коли Ноел повернувся з американського турне з Inspiral Carpets, то дізнався, що його брат Ліам став співаком в місцевому гурті під назвою The Rain. Ноел відвідав один з їхніх концертів, проте не був вражений побаченим. Отримавши пропозицію від Ліама стати менеджером групи, він погодився приєднатися до гурту, але за тієї умови, що він візьме контроль над її творчістю і стане основним пісняром. Згідно іншої версії, Ноел після першого прослуховування гурту сказав Ліаму та іншим учасникам: «Дозвольте мені писати пісні і я зроблю вас зірками, або ви згниєте тут, в Манчестері». Завдяки контролю над гуртом Ноел отримав прізвисько «Шеф».
У травні 1993 року гурт дізнався про те, що представник звукозаписної компанії Executive Records буде присутній в Глазго в клубі King Tut's для пошуку талантів. Разом вони накопичили достатньо грошей, щоб орендувати фургон і вирушити в шестигодинну подорож. Коли вони прибули, їм відмовили у вході в клуб. Однак гуртові все ж таки вдалося зіграти чотири пісні. Їх гра вразила засновника Creation Records Алана МакҐі, і він запропонував їм приїхати в Лондон для укладення контракту на шість альбомів. На той момент у Галлахера було всього шість пісень, проте Алан МакҐі стверджує, що на той момент, коли вони зустрілися, у Ноела було близько п'ятдесяти пісень. Річард Ешкрофт також був вражений грою Oasis і навіть запросив їх в турне зі своєю групою The Verve.
Пізніше Ноел розповідав, що написав перший сингл Oasis, пісню Supersonic, «за той час, протягом якого вона звучить». Цей сингл вийшов на початку 1994 року і досяг 31-й позиції в офіційних британських чартах. За синглом пішов дебютний альбом Oasis, Definitely Maybe, який вийшов в серпні 1994 року. Він став дуже успішним для групи: альбом був визнаний самим найшвидше продаваним дебютним альбомом і досяг 1-го місця в британських чартах. Попри швидко зростаючу популярність групи, Ноел на короткий час покинув її, під час їх першого американського турне. Умови були поганими, і американська аудиторія, слухала переважно ґрандж і метал, погано прийняла групу. Ноел заявив, що його ранні пісні, особливо Live Forever, були написані, щоб побороти властивий гранжу песимізм. Напружені відносини між ним і Ліамом вилилися в бійку після провального концерту в Лос-Анджелесі. Твердо переконавшись у своєму бажанні закінчити кар'єру в музиці, Ноел, нікому нічого не сказавши, відлетів до Сан-Франциско. Саме в цей час він написав пісню Talk Tonight в якості подяки дівчині, яка порадила йому залишитися з групою. Ноел примирився з братом, і тур продовжився в Міннеаполісі.

## Період брит-попа. Вершина слави
Наступному альбому групи, (What's the Story) Morning Glory?, який вийшов в 1995 році, передував сингл Some Might Say. Він зайняв # 1 позицію в британських чартах і досяг # 4 в чарті Billboard 200. Успіх Oasis почасти підтримувався завдяки «рок-н-рольного стилю життя» братів Галлахерів. Вони пиячили, вживали наркотики, билися з фанатами, з критиками і навіть один з одним, а також придбали знаменитих друзів, таких як Іен Браун і Мені. Ноел витрачав гроші вельми екстравагантним чином, купуючи автомобілі і басейни, попри те, що не вмів ні водити, ні плавати. Свій будинок він назвав Supernova Heights, в честь пісні Champagne Supernova, а двом своїм котам в якості імен дав назви своїх улюблених марок сигарет.

## Відхід з групи
28 серпня 2009 він заявив про відхід з групи, назвавши причиною відходу неможливість продовжувати спільну роботу зі своїм братом Ліамом Ґаллагером, співаком групи. За словами Ноела, він повідомляє шанувальникам  Oasis  про свій відхід «і з сумом, і з великим полегшенням». Його відхід став причиною розпаду групи. 8 жовтня 2009 Ліам оголосив про завершення творчого шляху групи.

## Цікаві факти
- Ноел — лівша, але грає на гітарі як правша. Про це йдеться в безлічі джерел, включаючи інтерв'ю для «Behind the Music» каналу VH1 (2000), інтерв'ю з Расселом Брендом в шоу " 1 Leicester Square «(2006) і» Oasis: In Their Own Words "(1996).
- Ноел широко знаний як фанат футбольного клубу «Манчестер Сіті». Набагато менш відомий факт, що Ноел також підтримує шотландський топ-клуб «Селтік», що цілком природно, враховуючи його ірландське походження (фанатська база клубу — переважно ірландська громада м. Глазго, меншою мірою — ірландська діаспора Великої Британії та мешканці самої Ірландії).